# یابوسامه

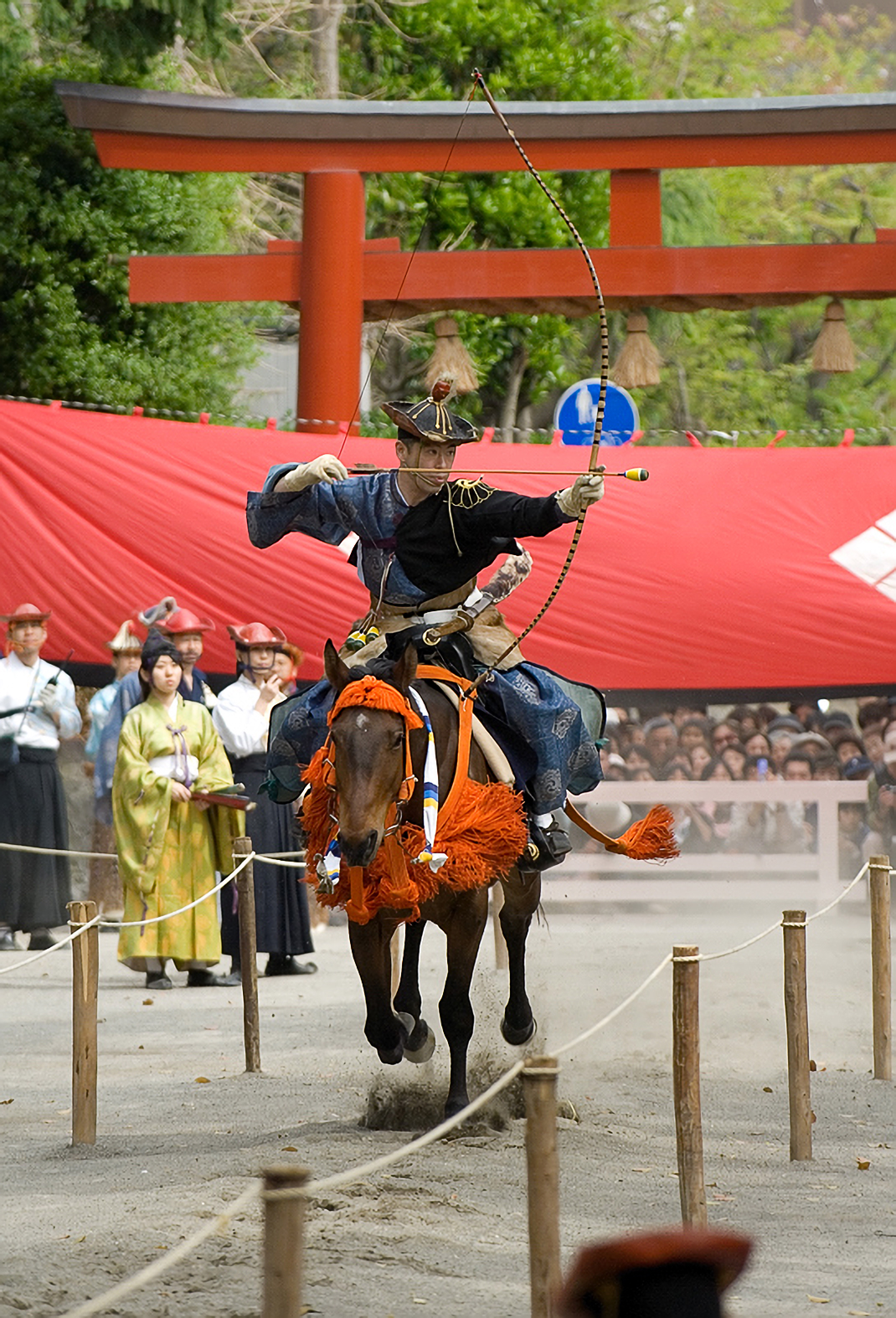

یابوسامه (به ژاپنی: 流鏑馬 Yabusame) یک نوع سوارکاری همراه با تیراندازی با کمان به سبک سنتی کیودو است. روش انجام آن بدین صورت است که یک کماندار سوار بر اسب در حال حرکت می‌بایست سه تیر (جنگ‌افزار) را با موفقیت در سه هدف چوبی جا دهد.